# Jon Bakken
Jon Bakken (11 gennaio 1943) è un politico norvegese del Partito Socialista di Sinistra.
Servì come deputato rappresentativo al Parlamento Norvegese dal Sør-Trøndelag durante gli anni 1985–1989, 1989–1993 e 1993–1997.